# Cục Quản lý và Phát triển thị trường trong nước
Cục Quản lý và Phát triển thị trường trong nước (tiếng Anh: Agency for Domestic Market Surveillance and Development) là cơ quan trực thuộc Bộ Công Thương Việt Nam, thực hiện chức năng tham mưu, giúp Bộ trưởng Bộ Công Thương quản lý nhà nước về thương mại, thị trường trong nước về giá theo quy định của pháp luật; tổ chức thực thi pháp luật về phòng, chống, xử lý các hành vi kinh doanh hàng hoá nhập lậu; sản xuất, buôn bán hàng giả, hàng cấm, hàng hoá không rõ nguồn gốc xuất xứ; hành vi xâm phạm quyền sở hữu trí tuệ; hành vi vi phạm pháp luật về chất lượng, đo lường, giá, an toàn thực phẩm; hành vi vi phạm pháp luật về bảo vệ quyền lợi người tiêu dùng và các hành vi gian lận thương mại theo quy định pháp luật.

## Lịch sử
Ngày 3 tháng 7 năm 1957, Thủ tướng Chính phủ Việt Nam Dân chủ Cộng hòa ban hành Nghị định số 290/TTg thành lập Ban Quản lý thị trường Trung ương cũng như tại các tỉnh, thành phố, khu tự trị trong cả nước. Ngày 16 tháng 7 năm 1982, Chủ tịch Hội đồng Bộ trưởng Việt Nam ban hành Quyết định số 190/CP thành lập Ban Chỉ đạo Quản lý thị trường Trung ương thuộc Hội đồng Bộ trưởng để hướng dẫn, chỉ đạo tổ chức thực hiện công tác quản lý thị trường. Từ năm 1994, Giai đoạn từ năm 1994 đến nay, Bộ Thương mại (nay là Bộ Công thương) được Chính phủ Việt Nam giao chỉ đạo công tác quản lý thị trường ở nước này.
Ngày 10 tháng 8 năm 2018, Thủ tướng Chính phủ Việt Nam ban hành Quyết định số 34/2018/QĐ-TTg quy định chức năng, nhiệm vụ, quyền hạn và cơ cấu tổ chức Tổng cục Quản lý thị trường trực thuộc Bộ Công Thương. Quyết định này có hiệu lực kể từ ngày 12 tháng 10 năm 2018, từ đó Tổng cục Quản lý Thị trường chính thức ra đời.
Từ ngày 1 tháng 3 năm 2025, trong cuộc Cải cách thể chế Việt Nam 2024–2025, Tổng cục Quản lý thị trường hợp nhất với Vụ Thị trường trong nước thành Cục Quản lý và Phát triển thị trường trong nước. Cục trưởng hiện nay là ông Trần Hữu Linh.

## Cơ cấu tổ chức
Cục Quản lý và Phát triển thị trường trong nước gồm 6 phòng bao gồm: Văn phòng Cục; Phòng Chính sách - Pháp chế; Phòng Nghiệp vụ quản lý thị trường; Phòng Dự báo và cân đối cung cầu; Phòng Hạ tầng thương mại; Phòng Quản lý kinh doanh xăng dầu và khí. Trong đó, Phòng Nghiệp vụ quản lý thị trường có con dấu riêng để thực hiện nhiệm vụ.
Với các Chi cục Quản lý thị trường cấp tỉnh, các đơn vị này trực thuộc Sở Công thương tỉnh đó.